# 1697 Koskenniemi
1697 Koskenniemi este un asteroid din centura principală, descoperit pe 11 septembrie 1940, de Heikki Alikoski.